# Подрум Лукић
| Подрум Лукић     |                            |
|                  |                            |
| Оснивач:         | Слађана и Звонко Лукић     |
| Основана:        | 2009.                      |
| Седиште:         | Бабајић бб, Љиг Србија     |
| Веб презентација | http://www.podrumlukic.rs/ |
| Контакт:         | 011 31 31 283              |

Подрум Лукић је дестилерија и винарија, део газдинства Лукић, које се налази у селу Бабајић код Љига, надомак Бање Врујци, 80 km од Београда.
Подрум Лукић наставља породичну традицију дугу више од једног века у производњи шљивове ракије. Под воћњацима је 10ha, одакле се и убирају плодови за производњу ракије. Заштитни знак Подрума Лукић јесте ракија стара десет година, купажа ракија од шљива ранке и пожегаче. Осим ДЕКАДЕ производе се и шљивова препеченица стара три године, купажа ракија од шљиве ранке, пожегаче и чачанке родне, као и воћне ракије од дуње, кајсије, крушке вилијамовке, јабуке и лозе.
Виногради Подрума Лукић заузимају 3ha. Од сорти винове лозе гаје се шардоне и пино ноар, а подигнути су нови засади тамјанике на 60 ари и засади сорте пино гриђо на 50 ари. Тренутно су у понуди три врсте вина: Chardonnay, Pinot Noir, Rose.
Годишња производња вина је 11000 литара.

## Награде и признања
- Пехар за најоригиналније представљање, Сајам привреде Смедеревска јесен, Смедерево, 2011.
- Најбољи бренд у категорији воћних ракија - Ракија кајсија, Сајам етно хране и пића Београд, 2011.
- Пехар за висок квалитет оцењених воћних ракија, Велики пољопривредни сајам Нови Сад, 2012.
- Пехар Београдски победник у категорији ракије шљивовице, Rakia fest, Београд 2012.
- Велика златна медаља за квалитет - Ракија ДЕКАДА, на свим изложбама и сајмовима[3]
- Велика златна медаља за квалитет - Ракија шљива стара три године, Велики пољопривредни сајам Нови Сад, 2012.
- Сребрна медаља - Ракија шљива стара три године, Rakia fest, Београд 2012.
- Велика златна медаља за квалитет - Ракија кајсија, Велики пољопривредни сајам Нови Сад, 2012.
- Бронзана медаља - Ракија кајсија, Rakia fest, Београ 2012.
- Златна медаља за квалитет - Ракија дуња, Велики пољопривредни сајам Нови Сад, 2012.
- Бронзана медаља - Ракија дуња, Rakia fest, Београ 2012.
- Златна медаља - Ракија дуња barique, Велики пољопривредни сајам Нови Сад, 2012.
- Сребрна медаља за квалитет - Ракија крушка виљемовка, Велики пољопривредни сајам Нови Сад, 2012.
- Сребрна медаља - Ракија крушка виљемовка, Rakia fest, Београ 2012.
- Златна медаља за квалитет - Ракија јабука, Велики пољопривредни сајам Нови Сад, 2012.
- Сребрна медаља - Ракија јабука, Rakia fest, Београд 2012.
- Сребрна медаља за квалитет - Ракија лоза, Велики пољопривредни сајам Нови Сад, 2012.
- Велика златна медаља - Ракија дуња barique, Дани шљиве, Осечина 2014.
- Златна медаља - Ракија шљива стара три године, Дани шљиве, Осечина 2014.
- Златна медаља - Ракија кајсија, Дани шљиве, Осечина 2014.
- Златна медаља - Ракија лоза, Дани шљиве, Осечина 2014.
- Сребрна медаља - Ракија крушка, Дани шљиве, Осечина 2014.
- Сребрна медаља - Ракија дуња, Дани шљиве, Осечина 2014.